# Lazar-David Rozental
Lazar-David Rozental (cunoscut și ca Eliezer-David) (1856, Hotin — 1932, Odesa) a fost un scriitor de limbă idiș, care a locuit între anii  1861 și 1918 la Telenești, în anii 1918—1919 la Teplic (Podolia), iar apoi la Odesa. A publicat începând cu anul 1880 în culegerile editate de M. Spektor «Hoiz- fraind» (Prietenul casei), în gazetele «Der Yid» (Evreul), «Dos Lebn» (Viața), «Momentul» (în limbă rusă). În anul 1904 a publicat o serie de traduceri în cinci fascicole (Maxim Gorki, Anton Cehov, Bret Hart) în  gazeta de la Odesa «Dos Lebn», a editat un material documentar despre pogromurile din perioda războiului civil în Ucraina (în ebraică în anii 1927-1931, iar, ulterior în limba idiș.

## Publicații
- Biblioteca Congresului SUA